# Монтели
Монтели́ (фр. Monthelie) — коммуна во Франции, находится в регионе Бургундия. Департамент коммуны — Кот-д’Ор. Входит в состав кантона Бон-Север. Округ коммуны — Бон.
Код INSEE коммуны — 21428.

## Население
Население коммуны на 2010 год составляло 164 человека.
| 1962 | 1968 | 1975 | 1982 | 1990 | 1999 | 2010 |
| ---- | ---- | ---- | ---- | ---- | ---- | ---- |
| 218  | 220  | 199  | 198  | 193  | 200  | 164  |

## Экономика
В 2010 году среди 96 человек трудоспособного возраста (15—64 лет) 77 были экономически активными, 19 — неактивными (показатель активности — 80,2 %, в 1999 году было 72,9 %). Из 77 активных жителей работали 75 человек (42 мужчины и 33 женщины), безработных было 2 (1 мужчина и 1 женщина). Среди 19 неактивных 8 человек были учениками или студентами, 6 — пенсионерами, 5 были неактивными по другим причинам.